# Franzjosefsfeld
Franzjosefsfeld var en tyskspråkig donauschwabisk bosättning i norra Bosnien.

## Historia
Mer än ett decennium efter den österrikiska ockupationen av Bosnien började protestantiska donauschwaber från Banatet bygga Franzjosefsfeld år 1886 i närheten av Bijeljina. Regeringen såg positivt på dessa bönder och gav dem skattelättnader; år 1890 röstades en särskild lag fram om "agrara kolonier", och som erbjöd upp till tolv hektar per familj, hyresfritt de första tre åren och därefter på en låg inteckning som skulle sluta vara efter tio år om de blev bosniska medborgare.
Dessa kolonister namngav bosättningen efter kejsare Frans Josef I av Österrike. Efter första världskriget, nu som del av den nya staten Jugoslavien, bytte byn officiellt namn till Petrovopolje och efter naziockupationen 1941 bytte den namn till Schönborn. Kolonisterna introducerade moderna jordbruksmetoder och var mycket framgångsrika och välmående. Till följd av detta växte byn till att bli det näst största tysktalande samhället i hela Bosnien, efter Nova Topola (Windthorst). År 1931 fanns det 1 130 donauschwaber; 1942 fanns det 1 600.
Efter att den inre säkerheten hade fallit under andra världskriget beslutade sig nazisterna att evakuera den folktyska (etniska tyska) befolkningen från Bosnien och ett fördrag om detta tecknades med den kroatiska Ustašeregeringen den 30 september 1942. Hauptamt Volksdeutsche Mittelstelle organiserade ett SS-kommando från Belgrad under Otto Lackman och "...gick från by till by, åtföljd av militären."
Byn återbefolkades efter 1945 med serber och de kommunistiska myndigheterna förstörde eller dolde alla bevis på tysk historia och allt tyskt arv här.